# Іван Лозовий
Іван Іванович Лозовий (народився 15 вересня 1961 року) — український громадський активіст, політик, бізнес консультант, юрист міжнародник, журналіст і Борець за Незалежність України в XXI столітті (згідно з Законом України). Народився та виріс у Нью-Йорку, США. У 1991 році переїхав на постійне місце проживання до Києва, де працював у Народному Русі України, заснував Інститут державності та демократії, бізнес-консультантом співпрацював з іноземними партнерами. У 1997 році відмовився від американського громадянства та прийняв українське.  

## Освіта
Після закінчення середньої школи “Regis High School” в Нью-Йорку, Лозовий отримав диплом бакалавру від Колумбійського Коледжу Колумбійського університету в Нью-Йорку із спеціалізацією "філософія-економіка". Одним з його однокурсників, який також закінчив цей коледж в 1983 році, був Барак Обама.
У 1986 році закінчив Нью-йоркську школу права. Наступного року поступив до Університету Пантеон-Ассас у Парижі, де вивчав міжнародне право і отримав диплом "метріз" з міжнародного і європейського права.

## Кар’єра
У кінці 1980-х Лозовий працював юридичним радником в офісі прокурора південного округу Нью-Йорку і майбутнього мера Рудольфа Джуліані.
У 1990 році працював науковим співробітником Фонду «Спадщина», тоді ж вперше відвідав Україну.  
У лютому 1991 Михайло Горинь з Народного руху України відвідав Вашинґтон і на запрошення “Фонду “Спадщина” Горинь прочитав лекцію на Капітолії про українську незалежність. Тоді Лозовий запитав у Гориня чи може він приїхати в Україну та працювати безпосередньо в Русі. 
У 1996 році, за сприяння Народного руху України, Лозовий засновує громадську політичну організацію Інститут державності та демократії (ISD). Після розколу Народного руху України у 1999 році, Іван Лозовий продовжив працювати в Інституті державності та демократії. В той самий час Лозовий продовжує працювати бізнес-консультантом та співпрацювати з рядом іноземних фірм, у тому числі з AI Information Network та Amber Global Consulting.
У 2000 - 2001 рр. працював спочатку у патронатній службі голови Державного комітету інформаційної політики, телебачення і радіомовлення України Івана Драча, далі на посаді начальника управління нових інформаційних технологій та Інтернету (5-й ранг державного службовця). 
Після роботи в Держкомінформ, у лютому 2002 р., Лозовий починає працювати бізнес-консультантом  для великих західних компаній та інвесторів в Україну через ряд власних іноземних фірм, у тому числі "AI Information Network" та "Amber Global Consulting". Продовж наступний 9 років він завершив понад 300 окремих бізнесових проєктів. 
Також, з 2002-2004 як штатний юрист ЗАТ "Tokios Tokelės", литовського інвестора в українське видавництво "Такі справи", Лозовий представляв інтереси інвестора в скарзі, яку розглядав Міжнародний центр з урегулювання інвестиційних спорів, який діє під егідою Світового банку.
Представляючи інтереси вдови колишнього директора Азовського пароплавства Анатолія Бандури, який був вбитий 2005 року в Биківні під Києвом, Лозовий виграв справу у Європейському суду з прав людини.
Голова Сумської обласної державної адміністрації Василь Хома у червні 2021 року призначив Лозового одним із своїх радників з питань залучення інвестицій в Сумську область. Але у зв'язку з відставкою Хоми Лозовий покинув посаду за лиш один місяць.

## Політична діяльність
На виборах до Верховної Ради у 2002 році Лозовий був включений від Народного Руху України до списку блоку політичних партій "Блок Віктора Ющенка "Наша Україна" під номером 182.
У 2005 році взяв участь як делегат на установчих зборах партії "Наша Україна", яку очолив Віктор Ющенко. Але, невдоволений рішенням президента Ющенка висунути на посаду прем'єр-міністра Віктора Януковича у 2006 році Лозовий вийшов з лав парт, і після чого був безпартійним до 2017 року.
Як ранній прихильник реформ, яких запровадив у Грузії президент Михайло Саакашвілі, Лозовий у 2017 році вступив до новоствореної партії Рух Нових Сил Михайла Саакашвілі, ("РНСМС"), де був обраний членом Політичної ради, головою Київського осередку партії, а потім одним з членів керівного органу, Ради Партії.
В РНСМС Лозовий був серед організаторів і тих хто фінансували "Марші за імпічмент" у 2017-2018 роках проти президента Петра Порошенка.
В 2019 році Лозовий балотувався до Верховної Ради по 162-му мажоритарному окрузі в Сумській області як самовисуванець і зайняв друге місце.
Після ув'язнення у Грузії в 2021 р. голови партії Михайла Саакашвілі Лозовий організовує ряд акцій і протестує за звільнення Саакашвілі.

## Громадська діяльність
На початку 1992 року Лозовий заснував один з перших громадських організацій, Інститут демократії ім. Пилипа Орлика, і служив його першим виконавчим директором.
З 1993 року очолює відділ міжнародних зв'язків Народного Руху України. Також в 1993 році для РУХу організовує конференцію "Комунізм - глухий кут цивілізації", на якій виступив д-р Ричард Пайпс.
У 1996 році, за сприяння Народного Руху України, Лозовий засновує громадську організацію Інститут державності та демократії.
У 2007 році як частина загальної кампанії для відкликання Пюлитзерської премії Уолтера Дюренті, Лозовий організував акцію в Києві «Жодних премій для Дюранті!».
В 2010, 2011 і 2016 Лозовий організував “Конкурс “Приз Ґарета Джоунса” з призовим фондом 2500 доларів у 2016 році, з метою поширення інформації про Джоунса і про Голодомор.
На запрошення Олеся Донія в 2012 році Лозовий став головою виконавчого комітету "Всеукраїнський комітет на захист української мови" і організовує ряд заходів у Києві, а також у Львові.
У 2013 році Лозовий заснував організацію “Антитабачник”, метою якої була відставка міністра освіти Дмитра Табачника. Під час протестів у листопаді того ж року які передували Євромайдану, Лозовий звинуватив Табачника у нав’язуванні російської мови, ігноруванні Голодомору та українських національних героїв, пропаганді радянської точки зору.
Посередині квітня 2014 року Лозовий поїхав у м. Луганськ і виступив на одному з останніх проукраїнських мітингів у цьому місті. Після повернення до Києва він заявив, що "ми вже пройшли точку неповернення", тим самим передбачив розгортання війни росією проти України.
У 2015 році Лозовий заснував БО “Благодійний фонд імені Івана Григоровича Лозового” на честь свого батька. Фонд займається допомогою в Сумській області, особливо південній частині, звідки він родом – батько народився і виріс в Лебединському районі.
В 2016 році Лозовий включений до складу міжвідомчої робочої групи Київської міської державної адміністрації з питань реалізації Концепції розвитку української мови, культури та виховання історичної пам'яті у жителів міста Києва на 2015 - 2020 роки.
У 2016 році створено нову громадську організацію, Рух боротьби з корупцією, засновниками якої виступили, крім Лозового, професор Володимир Черняк, донецький журналіст Артем Фурманюк.
У грудні 2016 року Лозовий організовує проведення в Києві Всеукраїнської науково-практичної конференції "Російська окупація і деокупація України: історія, сучасні загрози та виклики сьогодення". Матеріали конференції були опубліковані.
Вбита при кінці 2017 року правозахисниця Ірина Ноздровська співпрацювала з Лозовим в рамках ГО "Рух боротьби з корупцією", а також на користь Михайла Саакашвілі, голови партії Рух нових сил. Лозовий провів окреме, приватне розслідування обставин загибелі Ноздровської.
У 2020 році в рамках діяльності ГО "Рух боротьби з корупцією" Лозовий створив "Міжнародну базу корупціонерів України", шістьма мовами, яка була презентована на пресконференції..
У грудні 2021 року Лозовий презентував проєкт "CONTRA-ru", покликаний збирати інформацію про фінансування окупованих Росією територій України.
З початку повномасштабного вторгнення в Україну російських військ 24 лютого 2014 року Лозовий як меценат допомагає Збройним силам України.

## Журналістська діяльність
З 2004 по 2011 Лозовий працював журналістом для Інтернет-видання "Transitions Online".
У 2019 році Лозовий зареєстрував регіональну газету "Правдиве слово від Івана Лозового", яка відразу виходила в Сумській області двічі в місяць, з накладом 14 тисяч примірників. Декотрі місцеві князьки намагались блокувати вихід газети. Але перестала виходити у зв'язку з повномасштабним вторгненням в Україну російських військ 24 лютого 2022 року.

## Служба в батальйоні "Айдар"
В травні 2014 року Лозовий долучився до лав 24-го батальйону територіальної оборони, пізніше відомого як “батальйон Айдар”, у боротьбі проти вторгнення Росії на сході України в Луганській області. 3-го серпня 2014 р. брав участь у бойовій операції в саме м. Луганськ, в околицях Красного Яру. Про проведений в батальйоні час Лозовий створив відео із власних фото та відео уривок. Згодом створив Facebook групу "Друзі батальйону Айдар" та допомагав батальйону волонтерською роботою та забезпеченням технікою.

## Особисте життя
Народився у 1961 році у Нью-Йорку у родині Івана Григоровича (1927 - 1983) та Людмили Єлизаветівни Лозових. Матір досі проживає у Нью-Йорку.  Одружений, має двох доньок Олександру та Людмилу.
Невдовзі після приїзду в Україну, Іван Лозовий вирішив залишитися та розпочав вивчення процедури отримання громадянства України. У 1997 році Іван Лозовий склав присягу на відмову від громадянства США, таким чином, ставши одними з перших американців українського походження, хто відмовився від американського громадянства на користь українського. У одному з інтерв'ю Лозовий заявив, що пишається своїм громадянством, адже це допомогло йому відчути себе ближче до народу України та боротися проти "антинаціональної діяльності уряду".

## Примітка
1. ↑  Barack Obama '83 Becomes First College Alumnus To Win Presidency.
2. ↑  Columbia College Today "Ivan Lozowy  have both received J.D.'s from  NYU."
3. 1 2  Gazeta.ua (15 травня 2012). "В Україні немає на кого працювати і за кого голосувати". Gazeta.ua (укр.). Архів оригіналу за 11 січня 2019. Процитовано 29 травня 2020.
4. ↑  Gorbachev's Central Asian Time Bomb Is Ticking - "Research Assistant Ivan Lozowy contributed to this study".
5. 1 2 3  Word with Ivan Lozowy - Sep. 27, 2006. KyivPost. 27 вересня 2006. Процитовано 29 травня 2020.
6. ↑  Політичний компас виборця 2002 - Біографія: Лозовий Іван Іванович. web.archive.org. 28 жовтня 2007. Архів оригіналу за 28 жовтня 2007. Процитовано 29 травня 2020. [Архівовано 2007-10-28 у Wayback Machine.]
7. ↑  Roman Zvarych, former New Yorker, now Ukrainian parliamentarian (05/24/98). www.ukrweekly.com. Архів оригіналу за 4 березня 2016. Процитовано 29 травня 2020.
8. ↑  Большинство украинцев гордятся своим гражданством - исследование. web.archive.org. 9 березня 2014. Архів оригіналу за 9 березня 2014. Процитовано 29 травня 2020.